# Phyllostachys reticulata
Phyllostachys reticulata — вид рослин із родини молочайних (Euphorbiaceae), родом із Китаю.

## Опис
Це багаторічна рослина. Кореневища видовжені. Стеблини дерев'янисті, заввишки до 20 метрів, у діаметрі до ≈ 15 см; міжвузля до 40 см, голі, гладкі, жовті; стінка товщиною ≈ 5 мм; вузли голі. Листя 2–4 на кінцевій гілці; листові пластини 5.5–15 × 1.5–2.5 см. Родючі колосочки сидячі. Колосочки складаються з 1–4 родючих квіток, ланцетні, бічно стиснуті, 25–30 × 3–5 мм, руйнуються у зрілому віці, роз'єднуючись нижче кожної родючої квітки. Колоскові луски відсутні або 1; лема 2–2.5 см, рідко запушена, вершина остюково-загострена; палея трохи коротша за лему, гола, за винятком кіля або запушена на вершині. Пиляки 1.1–1.4 см.

## Поширення
Родом із Китаю; інтродукований і натуралізований у США, Бразилії, Еквадорі, Австралії, Новій Зеландії, Японії, на Корейському півострові, В'єтнамі, Лаосі, Туреччині, на Кавказі й у Європі (у т. ч. Криму). Населяє відкриті або деградовані ліси; нижче 1800 метрів.